# سنگ‌نگاره‌های تاریک دره
سنگ نگاره‌های تاریک دره مربوط به هزاره ۲۰ تا ۱۵ ق.م است و در همدان، عباس‌آباد، دره تاریک دره واقع شده و این اثر در تاریخ ۱۵ دی ۱۳۸۷ با شمارهٔ ثبت ۲۴۳۱۷ به‌عنوان یکی از آثار ملی ایران به ثبت رسیده است.